# Обчислювальна теорія груп
Обчислювальна теорія груп — галузь науки на стику математики та інформатики, що вивчає групи за допомогою обчислювальних машин. Вона пов'язана з проєктуванням, аналізом алгоритмів і структур даних для обчислення різних характеристик (найчастіше скінченних) груп. Галузь цікава дослідженням важливих із різних точок зору груп, дані про які неможливо отримати обчисленнями вручну.

## Напрями досліджень
Основні напрямки досліджень пов'язані з алгоритмами для:
- скінченно заданих груп[2],
- поліциклічних і скінченних розв'язних груп,
- груп перестановок[3],
- матричних груп,
- теорії представлень.

## Важливі алгоритми
До важливих алгоритмів обчислювальної теорії груп належать:
- алгоритм Шраєра — Сімса[ru] для знаходження порядку групи перестановок,
- алгоритм Тодда — Коксетера[en] та алгоритм Кнута — Бендикса для перерахування класів суміжності,
- алгоритм перемноження—заміни для знаходження випадкового елемента групи.

Реалізації алгоритмів обчислювальної теорії груп доступні, зокрема, у двох відомих системах комп'ютерної алгебри, GAP та MAGMA.

## Досягнення
Деякі досягнення, безпосередньо пов'язані з обчислювальною теорією груп:
- повне перерахування всіх скінченних груп порядку менше 2000[ru],
- обчислення представлень усіх спорадичних груп.